# Kerria nepalensis
Kerria nepalensis (лат.) — вид полужесткокрылых насекомых-кокцид рода Kerria из семейства лаковых червецов Kerriidae.

## Распространение
Южная и Юго-Восточная Азия: Индия, Китай, Мьянма, Непал.

## Описание
Мелкие лаковые червецы (длина около 2 мм). Полоски канеллярных пор под передними дыхальцами короткие, длиной 150–300 мкм; спинной шип длиной 170–190 мкм. Анальный бугорок (супраанальная пластинка) удлиненный, заметно длиннее ширины. Питаются соками растений.